# Торговці мареннями
«Торговці мареннями» (англ. Nickelodeon) —  комедійний фільм 1976 року.

## Сюжет
Фільм розповідає про першопрохідців в кіно, в той час коли кіно тільки зароджувалося, на дворі був 1910 рік і люди різних професій перекваліфікувалися в режисери, актори і сценаристи, щоб хоч якось заробити. Головні герої, група однодумців, авантюристи по натурі, люди захоплені, одержимі новою ідеєю, які пробують знімати кіно в перший раз, і шляхом проб і помилок, поступово домагаються успіху в цьому нелегкому ремеслі.

## У ролях
| Актор          | Роль            |
| -------------- | --------------- |
| Райан О'Ніл    | Лео Гарріган    |
| Берт Рейнолдс  | Бак Грінуей     |
| Татум О'Ніл    | Еліс Форсайт    |
| Брайан Кіт     | Кобб            |
| Стелла Стівенс | Марті Рівз      |
| Джон Ріттер    | Франклін Франк  |
| Джейн Гічкок   | Кетлін Кук      |
| Джек Перкінс   | Майкл Джилгулі  |
| Брайон Джеймс  | судовий пристав |
| Сідні Армус    | суддя           |